# Nevenka Košutić Brozović
Nevenka Košutić Brozović (Zágráb, 1929. január 13. – Zágráb, 2013. október 2.), horvát irodalomtörténész, egyetemi tanár, műfordító, Dalibor Brozović horvát nyelvész felesége, Dunja Brozović-Rončević horvát nyelvész édesanyja.

## Élete
1929-ben született Zágrábban. Ismert családból származik: nagynénje Sida Košutić horvát írónő, August Košutić politikus nővére volt. Nevenka Košutić egy zágrábi német általános iskolába járt, ezért már korán elsajátította a német nyelvet, majd később számos más nyelvet is. Szülőhelyén, Zágrábban, 1947-ben érettségizett a Klasszikus Gimnáziumban.  1953-ban diplomázott a Zágrábi Egyetem Filozófiai Karán délszláv nyelvek és irodalom, francia nyelv és irodalom, valamint angol nyelv és irodalom szakon végzett. 1965-ben doktorált „Francuske književne pobude u časopisima hrvatske moderne” („Francia irodalmi kezdeményezések a horvát modern folyóiratokban”) című disszertációjának megvédésével.
1953 és 1956 között a zágrábi Nemzeti és Egyetemi Könyvtár munkatársa volt, ahol könyvtárosként dolgozott. Amikor letette a szakvizsgákat és elvégezte a Jugoszláv Akadémia latin és szláv paleográfiai kurzusait, a könyvtár kézirattári osztályán dolgozott. Példaértékű oktatói munkát is végzett.
1956 és 1995 között szinte teljes pályafutását a Zárai Egyetem Filozófiai Karán töltötte, ahol világirodalmat oktatott. Közben mintegy tíz évig tanított irodalomelméletet. 1966-tól 1974-ig adjunktus, 1974-től 1979-ig egyetemi docens, 1979-től 1995-ig, nyugdíjazásig rendes egyetemi tanár volt. Kezdetben a Francia Nyelv és Irodalom Tanszék adjunktusa, majd a Jugoszláv Irodalmi Tanszék világirodalmi adjunktusa volt. Az 1970-es években egy ideig az Összehasonlító Irodalom Tanszéket vezette, majd több más szakmai összehasonlító kurzust vezetett.
Ő szervezte meg Zárában a kari könyvtárat. A Pedagógiai Akadémián a könyvtárszakon tanított. Férjével, Dalibor Brozović-tyal rendszeresen részt vett a szláv nyelvi szemináriumokon: lengyelisztika, bohémisztika, slovakisztika, bulgarisztika és macedonisztika tárgyakban. Évekig ő biztosította férjének a békés munka feltételeit, ezért minden bizonnyal elősegítette a nyelvészet területén elért kiemelkedő eredményeit. 2013. október 2-án hunyt el Zágrábban.

## Tudományos munkássága
Leginkább a horvát modern irodalmat tanulmányozta összehasonlító szempontból. A horvát műfordítás kutatója, mely területen a horvát tudomány nagy tekintélye volt. A horvát irodalomtörténészek munkásságának kutatója volt. 1954-ben tanulmánya jelent meg a a Krugovi tudományos irodalmi folyóiratban, ahol Antun Gustav Matoš és Charles Baudelaire költészetéről írt. 1969-ben az akadémia lapjában, Radban jelent meg „Francuske književne pobude u časopisima hrvatske moderne” című disszertációja. Érdeklődése már a disszertáció megjelenése előtt a modernizmus tanulmányozása, valamint a folyóiratok szerepe az irodalmi életben témája felé irányult, amint azt számos későbbi, ezekről a témákról szóló értekezése bizonyítja. Ebbe a sorba illeszkednek „Evropski okviri hrvatske moderne” (A horvát modernizmus európai keretei) és „Hrvatsko-slavenski književni odnosi u doba hrvatske moderne” (A horvát-szláv irodalmi kapcsolatok a horvát modernizmus korszakában) című tanulmányai, valamint „Uloga Zadra u književnom životu hrvatske moderne” (Zára szerepe a modern horvát irodalmi életben) című értekezése.
Másik fontos témája a fordítás elmélete és gyakorlata volt. Erről szól „O problemu prevođenja s dijalekata” (A nyelvjárásokból való fordítás problémájáról) című 1972-ben megjelent cikke, melyben a nyelvjárást mint médiumot elemezte. Témája volt a normál nyelvű szövegek horvát műfordítása, elemezte Krleža, Kazali, Dobriša Cesarić, Andrić, Tin Ujević, Mihovil Kombol műfordításait, a horvát irodalom fordításait Dalmáciában a nemzeti újjászületés idején, Shakespeare műveinek műfordításait stb. Ő maga is fordított francia, angol, spanyol és német nyelvről. Mivel a horvát műfordítás nagy ismerője volt kár, hogy az aprólékos munkáját nem koronázta meg monográfiával ezekről a kérdésekről.
Foglalkozott kiemelkedő horvát irodalmi művekkel speciális történeti szempontokból, 
a horvát összehasonlító tanulmányok fejlődésével, emellett a világirodalom problémáiról is beszélt. Tanulmányt írt Balzacról, a modern horvát irodalom periodizációjáról, Krleža és Stanisław Przybyszewski korai kapcsolatáról. Zágrábban és Mostarban jelent meg „Čitanci iz stranih književnosti I-II.” (Olvasmányok a külföldi irodalomból I-II.), melyben világirodalmat mutatta be középiskolásoknak. Azóta ez a tankönyv pótolhatatlan oktatási segédeszközzé vált. Több, nagyon rangos irodalmi folyóiratban publikált (Krugovi, Radovi Filozofskog fakulteta u Zadru, Izraz, Rad JAZU, Umjetnost riječi, Croatica, Forum, Mogućnosti, Književna smotra, Filologija, Croatica et Slavica Iadertina stb.). 1990-ben Ivan Filipović-díjat kapott.

## Fordítás
- Ez a szócikk részben vagy egészben  a   Nevenka Košutić Brozović című horvát Wikipédia-szócikk ezen változatának fordításán alapul.  Az eredeti cikk szerkesztőit annak laptörténete sorolja fel. Ez a jelzés csupán a megfogalmazás eredetét és a szerzői jogokat jelzi, nem szolgál a cikkben szereplő információk forrásmegjelöléseként.